# شعب أمونغ
الأمونغ (المعروفون أيضًا باسم أمونغمي, أمونغم, أموي, أمويي, هامونغ, أو أوهوندوني) هم مجموعة من حوالي 17,700 شخص يعيشون في المرتفعات في بابوا الوسطى في إندونيسيا. يعيش معظم أفراد شعب أمونغ في مقاطعة ميميكا ومقاطعة بونتشاك، في وديان مثل نوما، تسينغا، هويا، بيلا، ألاما، أروانوب، ووا. وتعيش مجموعة ذات صلة في وادي بيوغا، مقاطعة بونتشاك ويُطلق عليهم شعب دامال.
تُسمى لغتهم أمونغ-كال وتُستخدم غالبًا في المناطق الجنوبية. في الشمال، تُسمى دامال-كال. كما لديهم لغات رمزية تُسمى أرو-أ-كال وتيبو-أ-كال. تُستخدم تيبو-أ-كال فقط في المناطق المقدسة.
تستند معتقدات شعب أمونغ التقليدية إلى الأنيمية. حيث لا يفصلون بين الأرواح والطبيعة، إذ يرون أنفسهم كالأبناء البكر للإله ناجاوان إنتو، وبالتالي يعتبرون أنفسهم حكام العالم أمونغسا.
يمارسون الزراعة المتنقلة، ويُكملون معيشتهم بـالصيد وجمع الثمار. يرتبط الأمونغ ارتباطًا وثيقًا بأرض أجدادهم، ويعتبرون الجبال المحيطة مناطق مقدسة.
أدى هذا الارتباط إلى نزاعات مع الحكومة الإندونيسية وشركة فريبورت-ماكموران، التي تسعى لاستخراج الموارد المعدنية الغنية في المنطقة. جلب منجم غراسبرغ، الكائن في قلب أراضي الأمونغ والمملوك من قِبل فريبورت-ماكموران، تغييرات كبيرة في نمط حياتهم. وقد أثرت الأنشطة التعدينية بشكل كبير على البيئة، وتسببت في نزاعات على الأراضي التقليدية.
خلال العقود الماضية، شهد الأمونغ تدمير جبالهم المقدسة بسبب التعدين، وصراعات بين الجيش الإندونيسي وحركة تحرير بابوا. وقد أدى ذلك إلى ضغوط اجتماعية وسياسية معقدة، واندلاع احتجاجات متكررة تم قمع بعضها بعنف.